# Iglesia Presbiteriana de Brasil

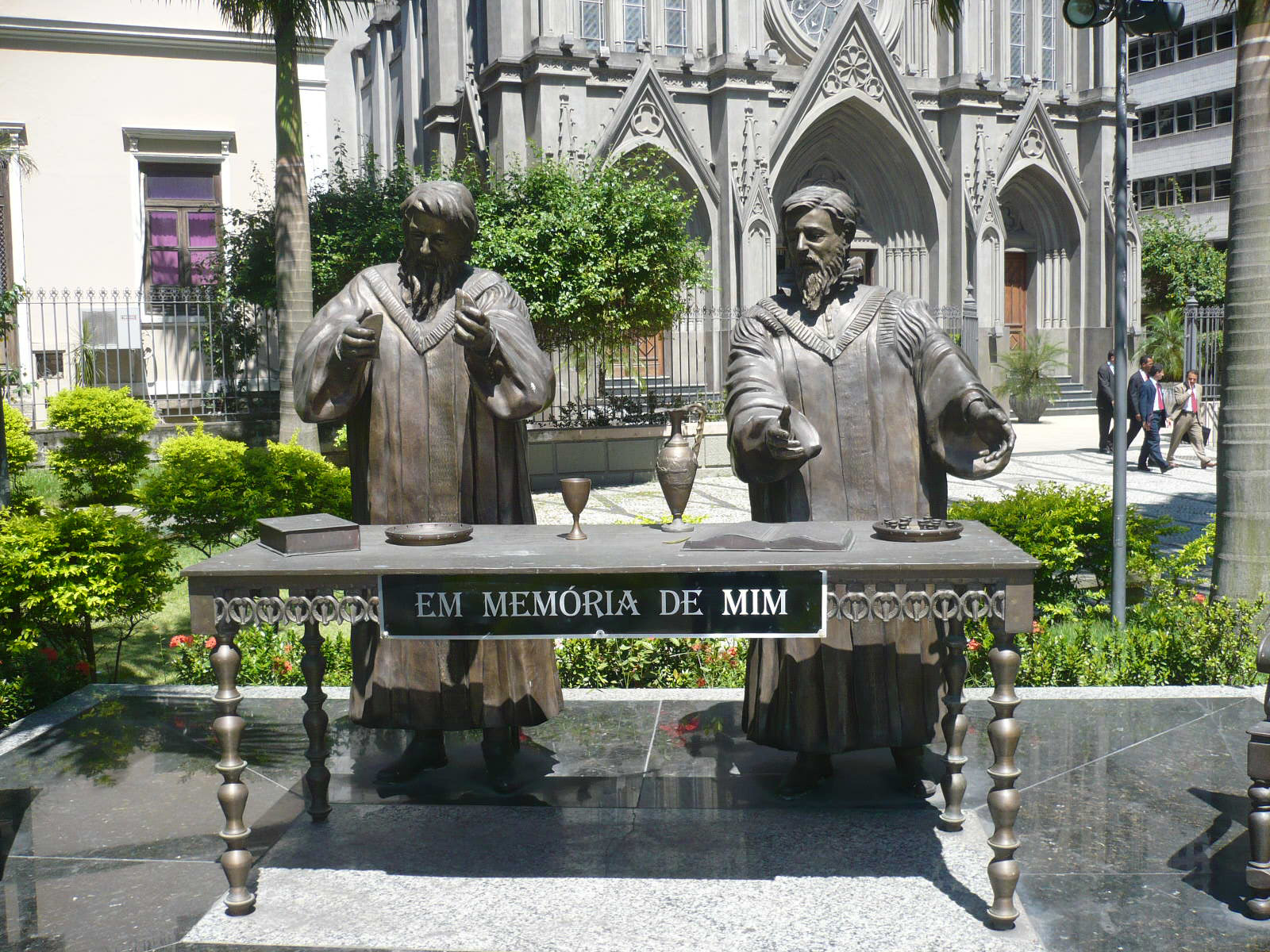
Monumento delante de la Catedral Presbiteriana de Río de Janeiro, en homenaje a la primera Santa Cena protestante realizada en Brasil.

La Iglesia Presbiteriana de Brasil o IPB (en lengua portuguesa: Igreja Presbiteriana do Brasil) es una Iglesia o denominación cristiana protestante presbiteriana de Brasil. Fue fundada en 1862 por el misionero estadounidense Ashbel Green Simonton, que llegó a Río de Janeiro el día 12 de agosto de 1859. Cuenta con alrededor de 788.553 miembros. distribuidos en más de 6.200 lugares de culto en todo Brasil. De esta denominación surgieron muchas otras, como la Iglesia Presbiteriana Independiente o la Iglesia Presbiteriana Renovada.
La iglesia posee ocho seminarios, además de institutos bíblicos, varias escuelas y una universidad, la Universidad Presbiteriana Mackenzie.